# 경기도율곡교육연수원
경기도율곡교육연수원(京畿道栗谷敎育硏修院)은 경기도 내의 각급 교육기관 및 교육행정기관에 신규 임용된 공무원의 교육훈련과 직무훈련, 교육실무직원의 훈련에 관한 사무를 관장하기 위하여 경기도교육청 산하에 설치된 직속기관이다.
연수원장은 지방부이사관으로 보한다.

## 연혁
- 1986년 11월 19일: 경기도율곡교원교육원 설치
- 2000년 5월 16일: 경기도율곡교육연수원으로 변경
- 2004년 1월 1일: 경기도외국어교육연수원, 경기도예절교육원 분리
- 2017년 3월 1일: 혁신교육관 설치

## 조직
원장
- 교육지원부
- 교육행정연수부
- 교원연수부